# فهرست تورانیان در شاهنامه

## ا
- اخواست
- ارجاسب
- استقیلا
- اشکبوس
- افراسیاب
- اغریرث
- الکوس
- اندریمان
- ایلا

## ب
- بارمان
- برزوایلا
- بیدرفش
- بیورد کاتی

## پ
- پشنگ
- پلاشان
- پولاد (یار سیاوش)
- پیران
- پیلسم

## ت
- تخوار
- تژاو
- تور

## ج
- جرنجاش[۱]
- جهن

## چ
- چنگش [۲]

## خ
- خزروان
- خشاش

## د
- دمور

## ر
- رویین

## ز
- زادشم
- زنگله

## س
- سپهرم
- سرخه
- سیامک تورانی

## ش
- شطرخ [۳]
- شیده

## ط
- طرخان

## ف
- فرشیدورد

## ک
- کالو
- کاموس
- کَبُرد [۴]
- کُندُر [۵]
- کهیلا
- کهرم

## گ
- گرسیوز
- گروی زره
- گرگسار
- گلگله [۶]

## ل
- لهاک

## ن
- نام خواست [۷]
- نستیهن
- نَهل [۸]

## و
- ویسه

## ه
- هومان